# Constantí el Gran i el cristianisme

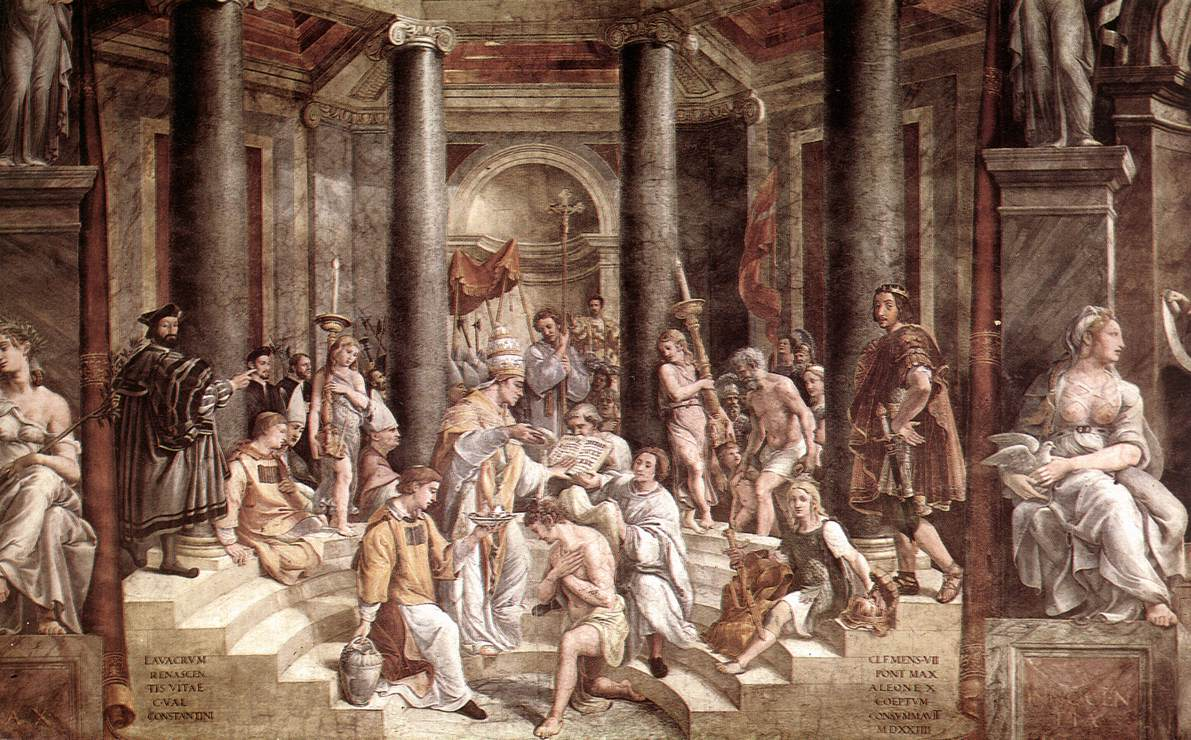
El baptisme de Constantí, per Rafael Sanzio.

Durant el regnat de l'emperador romà Constantí el Gran (306-337 dC), el cristianisme va començar a passar a la religió dominant de l'Imperi Romà. Els historiadors romanen insegurs sobre les raons de Constantí per afavorir el cristianisme i els teòlegs i historiadors han discutit sovint sobre quina forma de paleocristianisme va subscriure. No hi ha consens entre els estudiosos sobre si va adoptar el cristianisme de la seva mare Helena en la seva joventut, o, segons afirmava Eusebi de Cesarea, la va animar a convertir-se en la fe que ell mateix havia adoptat.
Constantí va governar l'Imperi Romà com a únic emperador durant gran part del seu regnat. Alguns estudiosos al·leguen que el seu objectiu principal era obtenir l'aprovació i la submissió unànime a la seva autoritat de totes les classes i, per tant, van triar el cristianisme per dur a terme la seva propaganda política, creient que era la religió més adequada que podia encaixar amb el culte imperial (vegeu també Sol Invictus). Independentment, sota la dinastia constantiniana el cristianisme es va expandir per tot l'Imperi, llançant l'època de l'església estatal de l'Imperi Romà. Tant si Constantí es va convertir sincerament al cristianisme o es va mantenir lleial al paganisme no deixa de ser una qüestió de debat entre els historiadors (vegeu també la política religiosa de Constantí). La seva conversió formal el 312 és gairebé universalment reconeguda entre els historiadors, tot i que només va ser batejat al llit de mort pel bisbe arià Eusebi de Nicomèdia el 337; ; les raons reals al darrere es mantenen desconegudes i també es debaten. Segons Hans Pohlsander, professor emèrit d'Història de la Universitat d'Albany, SUNY, la conversió de Constantí era només un altre instrument de realpolitik a les seves mans volia servir el seu interès polític per mantenir l'Imperi unit sota el seu control:
| «                                        | L'esperit dominant del govern de Constantí era el del conservadorisme. La seva conversió i el suport al cristianisme va produir menys innovacions de les que es podia esperar; de fet, van servir per a un final completament conservador, la preservació i la continuació de l'Imperi. | » |
| — Hans Pohlsander, L'emperador Constantí | |   |

La decisió de Constantí de cessar la persecució dels cristians a l'Imperi Romà va suposar un punt d'inflexió per al cristianisme primerenc, a vegades coneguda com el Triomf de l'Església, la Pau de l'Església o el canvi de Constantí. El 313, Constantí i Licini van publicar l'Edicte de Milà despenalitzant el culte cristià. L'emperador es va convertir en un gran mecenes de l'Església i va establir un precedent per a la posició de l'emperador cristià dins de l'Església i va plantejar les nocions d'ortodòxia, cristiandat, concilis ecumènics i de l'església estatal de l'Imperi Romà declarada per l'edicte el 380. És venerat com a sant i isapòstol a les Esglésies ortodoxes orientals, a l'Església Ortodoxa i a diverses esglésies catòliques orientals pel seu exemple com a "monarca cristià".

## Abans de Constantí
La primera persecució oficial registrada dels cristians per part de l'Imperi Romà va ser el 64 dC, quan, segons va informar l'historiador romà Tàcit, l'emperador Neró va intentar culpar els cristians pel Gran incendi de Roma. Segons la tradició de l'Església, durant el regnat de Neró, Pere i Pau van ser martiritzats a Roma. No obstant això, els historiadors moderns debaten si el govern romà distingia entre cristians i jueus abans de la modificació de Nerva del Fiscus Judaicus el 96, a partir del qual els jueus practicants pagaven l'impost i els cristians no.
Els cristians van patir persecucions esporàdiques i localitzades durant un període de dos segles i mig. La seva negativa a participar en el culte imperial era considerada un acte de traïció i era així punible amb l'execució. Dioclecià va dur a terme la persecució oficial més estesa. Durant la Gran Persecució (303-311), l'emperador va ordenar que es destruïssin els edificis cristians i les cases dels cristians i que es recollissin i cremessin els seus llibres sagrats. Els cristians foren arrestats, torturats, mutilats, cremats, morts de fam i condemnats a lluites de gladiadors per divertir els espectadors. La Gran Persecució va acabar oficialment a l'abril del 311, quan Galeri, emperador superior de la Tetrarquia, va publicar un edicte de tolerància, que atorgava als cristians el dret a practicar la seva religió, tot i que no els restaurava cap propietat. Constantí, Cèsar a l'imperi occidental i Licini, Cèsar a l'Orient, també van ser signants de l'edicte de tolerància. S'ha especulat que el revertiment de Galeri de la seva política de persecució cristiana durant molt de temps s'ha atribuït a un o als dos altres cèsars.

## Conversió

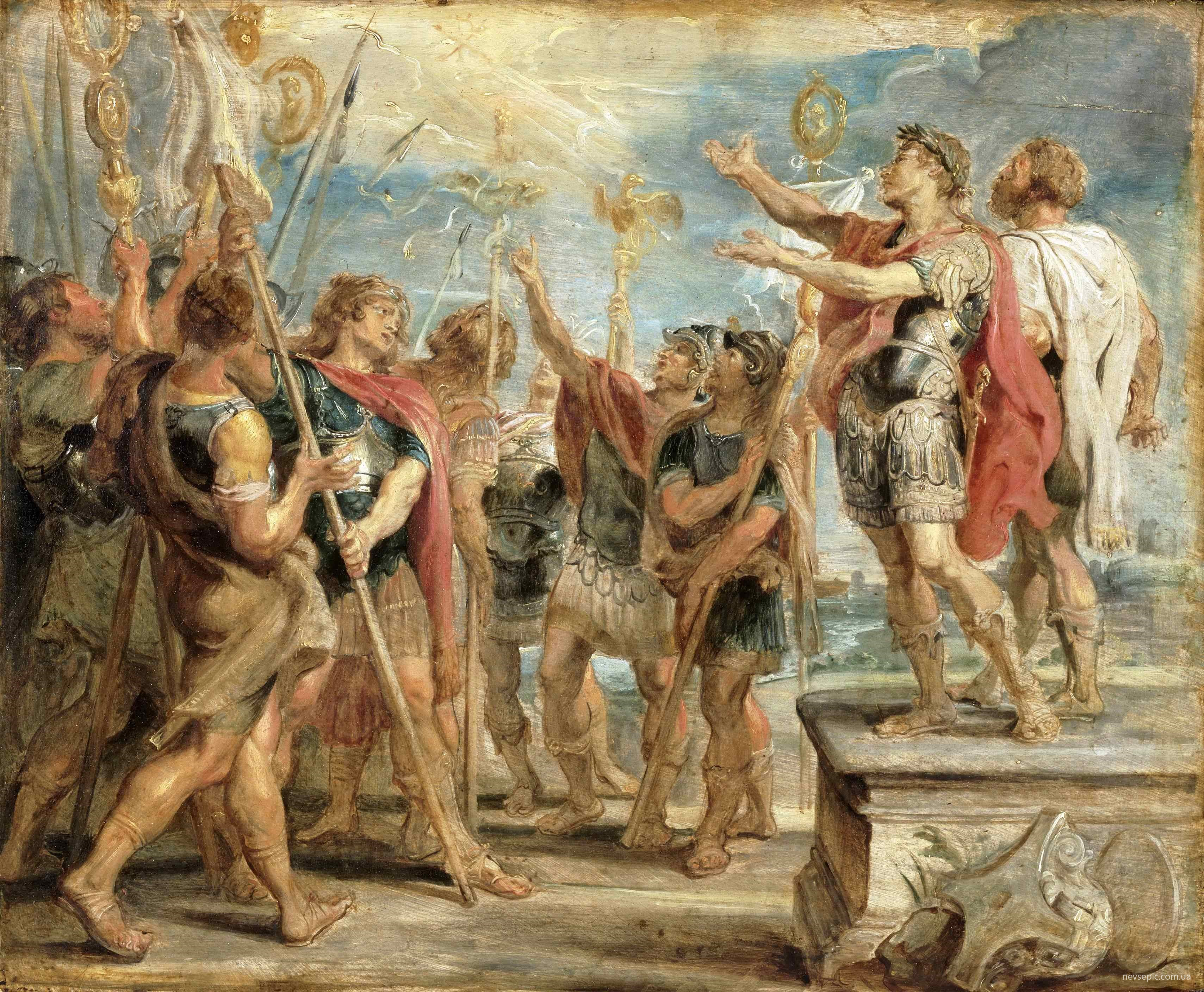
La conversió de Constantí, com s'imaginava Rubens.

És possible (però no és cert) que la mare de Constantí, Helena, el va exposar al cristianisme; en tot cas només es va declarar cristià després de dictar l'Edicte de Milà. Escrivint als cristians, Constantí va deixar clar que creia que devia els seus èxits només amb la protecció d'aquest Déu.

### La batalla del Pont Milvi
Eusebi de Cesarea i altres fonts cristianes registren que Constantí va viure un esdeveniment dramàtic el 312 a la batalla del Pont Milvi, després de la qual Constantí va reclamar ser l'emperador a l'Occident. Segons aquestes fonts, Constantí va mirar el Sol abans de la batalla i va veure una creu de llum damunt d'ell, i amb ella les paraules gregues «Ἐν Τούτῳ Νίκα» ("En aquest signe, conquerir"), sovint es presenta en versió llatina, "in hoc signo vinces" (en aquest signe, conquerireu). Constantí va ordenar a les seves tropes que adornessin els seus escuts amb un símbol cristià (el Crismó) i, després, van resultar victoriosos.
Després de la batalla, el nou emperador va ignorar els altars dels déus preparats al turó Capitolí i no va dur a terme els sacrificis acostumats per celebrar l'entrada victoriosa d'un general a Roma, dirigint-se directament al palau imperial. Les persones més influents de l'imperi, però, especialment els alts oficials militars, no s'havien convertit al cristianisme i encara participaven en les religions tradicionals de Roma; la regla de Constantí mostrava almenys la voluntat d'aplacar aquestes faccions. Les monedes romanes encunyades fins a vuit anys després de la batalla encara portaven les imatges dels déus romans. Els monuments que va encarregar per primera vegada, com ara l'arc de Constantí, no contenia cap referència al cristianisme.

### Edicte de Milà
El 313 Constantí i Licini van anunciar «que era convenient que els cristians i tots els altres tinguessin la llibertat de seguir aquell mode de religió que a cadascun d'ells els semblés millor» atorgant així tolerància a totes les religions, inclòs el cristianisme. L'Edicte de Milà va anar un pas més enllà de l'anterior Edicte de Tolerància de Galeri del 311, retornant la propietat de l'Església confiscada. Aquest edicte feia oficialment neutral l'imperi pel que fa al culte religiós; ni va fer que les religions tradicionals fossin il·legals ni va convertir el cristianisme en la religió de l'estat, com va ocórrer després amb l'Edicte de Tessalònica de 380. L'edicte de Milà va, però, augmentar la presència del cristianisme dins de l'imperi i va reafirmar la importància del culte religiós per al benestar de l'estat.

## Patronatge de l'Església

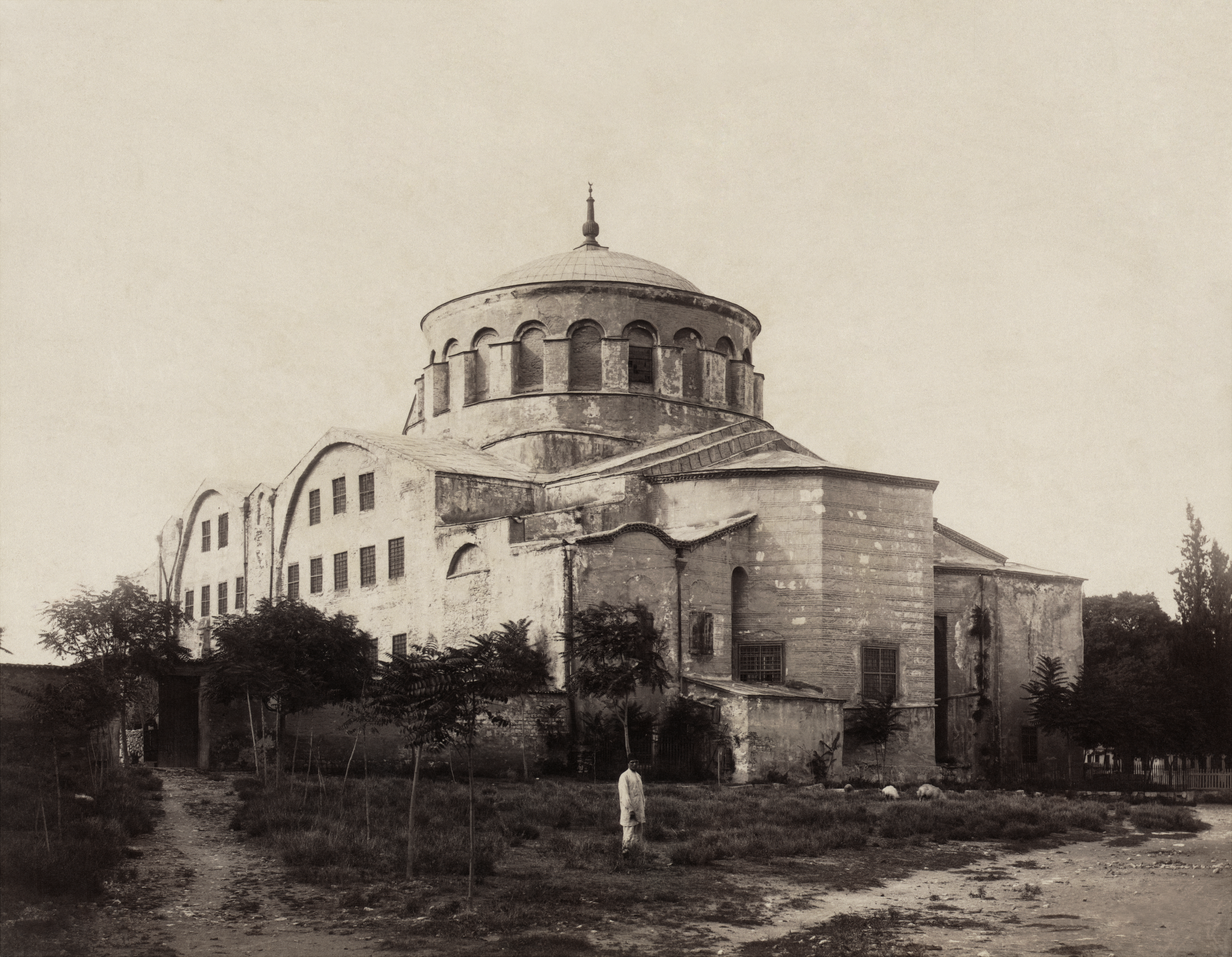
Hagia Eirene, la primera església per encàrrec de Constantí a Constantinoble.

L'adhesió de Constantí va suposar un punt d'inflexió per a l'Església primitiva. Després de la seva victòria, Constantí va assumir el paper de patró de la fe cristiana. Va recolzar econòmicament l'Església, va construir un nombre extraordinari de basíliques, va concedir privilegis (per exemple, exempció de determinats impostos) al clergat, va ascendir als cristians a càrrecs d'alt rang, va tornar les propietats confiscades durant la Gran Persecució de Dioclecià, i va dotar l'Església amb terra i altres riqueses. Entre el 324 i el 330, Constantí va construir una nova capital imperial a Bizanci al Bòsfor, que seria nomenada Constantinoble per ell. A diferència de la "vella" Roma, la ciutat va començar a emprar arquitectura cristiana per sobre, contenia esglésies a les muralles de la ciutat i no tenia temples preexistents d'altres religions.
En fer-ho, però, Constantí va exigir a aquells que no s'havien convertit al cristianisme pagar la nova ciutat. Els cronistes cristians expliquen que li va semblar necessari a Constantí «ensenyar als seus súbdits a renunciar als seus ritus... i a acostumar-los a menysprear els seus temples i les imatges que hi havia», Això va comportar el tancament dels temples. per falta de suport, la seva riquesa fluïa cap al tresor imperial; Constantí no va necessitar utilitzar la força per implementar-ho. Només el cronista Teòfanes va afegir que els temples "van ser aniquilats", però això va ser considerat "no cert" pels historiadors contemporanis.

### Càrrecs públics
Constantí respectava les persones conreades i la seva cort estava formada per homes més vells, respectats i honrats. Als homes de famílies romanes líders que es van negar a convertir-se al cristianisme se'ls va negar posicions de poder, però encara van rebre nomenaments; fins i tot fins al final de la seva vida, dos terços del seu govern superior no eren cristians.

### Reformes legals
Les lleis de Constantí van aplicar i reflectien les seves actituds cristianes. Es va abolir la crucifixió per raons de pietat cristiana, però es va substituir pel penjament, per demostrar la preservació de la supremacia romana. El 7 de març del 321, diumenge, que no era sagrat per als cristians i que era sagrat per al déu del Sol romà, el Sol Invictus, fou declarat dia oficial de descans. Aquell dia es van prohibir els mercats i es van tancar les funcions públiques, tret de l'objectiu d'alliberar esclaus. No hi va haver, però, cap restricció als treballs agrícoles, que eren els treballs de la gran majoria de la població, els diumenges.
Algunes lleis promulgades durant el seu regnat eren fins i tot humanes en el sentit modern, possiblement inspirades en el seu cristianisme: un pres no havia de mantenir-se en total foscor sinó que se l'hauria de treure a l'aire lliure i la llum del dia; a un home condemnat se li va permetre morir a l'arena, però no es va poder marcar a la seva cara “embellida celestial”, ja que se suposa que Déu havia fet l'home a la seva imatge, però només als peus. El 325 van ser eliminats els jocs de gladiadors públics.

### Bíbliques cristianes primeres
El 331, Constantí va encarregar a Eusebi que lliurés una cinquantena de Bíblies per a l'Església de Constantinoble. Atanasi (Apol. Const. 4) va registrar al voltant de 340 escribes alexandrins que preparaven Bíblies per a Constanç. Poc més se sap. S'ha especulat que això podria motivar les llistes de cànons i que el Còdex Vaticanus i el Codex Sinaiticus són exemples d'aquestes Bíblies. Juntament amb la Peshitta i el Còdex Alexandrinus, es tracta de les primeres Bíblies cristianes existents.

## Imperi cristià

### L'aplicació de la doctrina
El regnat de Constantí va establir un precedent per a la posició de l'emperador cristià a l'Església. Els emperadors es consideraven responsables dels déus per la salut espiritual dels seus súbdits, i després de Constantí tenien el deure d'ajudar l'Església a definir i mantenir l'ortodòxia. L'Església generalment considerava la definició de la doctrina com la responsabilitat dels bisbes; el paper de l'emperador era fer complir la doctrina, arrelar l'heretgia i mantenir la unitat eclesiàstica. L'emperador va assegurar que es venerava correctament a Déu en el seu imperi; en què consistia el culte (ortodoxia) i les doctrines i el dogma que corresponia a l'Església determinar.
Constantí s'havia convertit en un adorador del Déu cristià, però va trobar que hi havia moltes opinions sobre aquest culte i, de fet, sobre qui i què era aquell Déu. El 316, a Constantí se li va demanar que es resolgués en una disputa nord-africana de la secta donatista (que va començar negant l'obediència a tots els bisbes que havien cedit de qualsevol manera a la persecució, més tard pel que fa a tots els bisbes, però a la seva pròpia secta com a contaminats completament). Més significativament, el 325 va convocar el Primer Concili de Nicea, efectivament el primer concili ecumènic (tret que el Concili de Jerusalem estigui classificat com a tal). El Concili de Nicea és el primer gran intent dels cristians per definir l'ortodòxia per a tota l'Església. Fins a Nicea, tots els consells de l'església anteriors havien estat sínodes locals o regionals que afectaven només les porcions de l'Església.
Nicea va tractar principalment la polèmica arriana. El mateix Constantí va ser estroncat entre els camps de l'arrianisme i els trinitaris. Després del concili de Nicena, i en contra de les seves conclusions, finalment va recordar Arri de l'exili i va desterrar Atanasi d'Alexandria a Trier.
Just abans de morir el maig del 337, Constantí fou batejat al cristianisme. Fins aquest moment havia estat catecumen durant la major part de la seva vida adulta. Creia que si esperava batejar-se al seu llit de mort, corria menys perill de contaminar l'ànima amb el pecat i no arribar al cel. Va ser batejat pel seu parent llunyà, el bisbe arrià Eusebi de Nicomèdia. Durant el temps d'Eusebi de Nicomèdia a la cort imperial, la cort de l'Est i les principals posicions a l'Església de l'Est van ser ocupades per arians o simpatitzants arians. A excepció d'un curt període d'eclipsi, Eusebi va gaudir de la confiança completa tant de Constantí com de Constanci II i va ser el tutor de l'emperador Julià l'Apostata. Després de la mort de Constantí, el seu fill i successor Constanci II va ser un arrià, com ho va ser l'emperador Valens .

### Supressió d'altres religions
La posició de Constantí sobre les religions tradicionalment practicades a Roma evolucionà durant el seu regnat. De fet, la seva moneda i altres motius oficials, fins al 325, l'havien afiliat al culte pagà del Sol Invictus. Al principi, Constantí va fomentar la construcció de nous temples i va tolerar els sacrificis tradicionals; a final del seu regnat, havia començat a ordenar el pillatge i l'enderrocament dels temples romans.

### Relacions amb els perses
Més enllà dels llims, a l'est de l'Eufrates, els governants sasànides de l'Imperi Persa, de manera permanent en guerra amb Roma, havien tolerat el cristianisme. Es diu que Constantí va escriure a Shapur II el 324 i li va instar a protegir els cristians sota el seu domini. Amb l'establiment del cristianisme com a religió estatal de l'Imperi Romà, els cristians de Pèrsia serien considerats aliats de l'antic enemic de Pèrsia. Segons un relat cristià anònim, Shapur II va escriure als seus generals:
| «                                                                        | Arrestaràs a Simó, cap dels cristians. El guardareu fins que signi aquest document i consenti a cobrar per a nosaltres un doble impost i un doble homenatge dels cristians ... perquè els déus tenim tots els processos de guerra i no tenen res més que reposar-se i plaer. Habiten al nostre territori i coincideixen amb Cèsar, el nostre enemic. | » |
| — - Shapur II, una història del cristianisme a Àsia: inicis fins al 1500 | |   |

## Gir constantinià
El canvi constantinià és un terme emprat per alguns teòlegs i historiadors de l'antiguitat per descriure els aspectes i resultats polítics i teològics del procés del segle iv d'integració de Constantí del govern imperial amb l'Església que va començar amb el Primer Concili de Nicea. El terme va ser popularitzat pel teòleg menonita John H. Yoder.
S'ha disputat l'afirmació que hi hagués alguna vegada un canvi constantinià; Peter Leithart argumenta que hi va haver un "moment constantinià" breu i ambigu al segle IV ", però que no hi va haver" cap canvi "constant"